# Kent Farrington
Kent Farrington (Chicago, 28 dicembre 1980) è un cavaliere statunitense.

## Palmarès

### Olimpiadi
- 1 medaglia:
  - 1 argento (Rio de Janeiro 2016 nei salto a squadre)

### Mondiali
- 1 medaglia:
  - 1 bronzo (Normandia 2014 nel salto a squadre)

### Giochi panamericani
- 2 medaglie:
  - 1 oro (Guadalajara 2011 nel salto a squadre)
  - 1 bronzo (Toronto 2015 nel salto a squadre)